# Alrawia
Alrawia là một chi thực vật có hoa trong họ Asparagaceae.